# 彭布羅克 (麻薩諸塞州)
彭布羅克（英語：Pembroke）是一個位於美國麻薩諸塞州普利茅斯縣的鎮。

## 人口
根據2020年美國人口普查的數據，彭布羅克的面積為60.80平方千米，當中陸地面積為56.60平方千米，而水域面積為4.20平方千米。當地共有人口18361人，而人口密度為每平方千米302人。